# Tchien-šuej
Tchien-šuej (čínsky pchin-jinem Tiānshuǐ Shì, znaky 天水市) je městská prefektura v Čínské lidové republice. Leží na řece Wej-che v místě jejího křížení s historickou severní větví Hedvábné stezky na východě provincii Kan-su. Celá prefektura má rozlohu 14 300 km² a v roce 2010 v ní žilo přes tři milióny obyvatel.

## Poloha
Tchien-šuej sousedí na jihu s Lung-nanem, na západě s Ting-si, na severu s Pching-liangem a na východě s prefekturou Pao-ťi v provincii Šen-si.

## Dějiny
Oblast dlouho spadala pod nadvládu dynastie Čchin, která se sem rozšířila z jihu z Lung-nanu.
V říši Severní Wej se Tchien-šuej nazýval Chan-jang (čínsky pchin-jinem Hanyang) a za tchangské vlády a v období pěti dynastií a deseti říší se nazýval Šang-kuej (čínsky pchin-jinem Shanggui, znaky 上邽).
Je zde neobsazená diecéze římskokatolické církve nazývaná podle starší přepisu Tsinchow.

## Ekonomika a infrastruktura
Tchien-šuej je jedno z hlavních průmyslových měst v celé provincii Kan-su.Sídlí zde několik státních podniků, které se zaměřují na výrobu letadel a traktorů.
Na okraji města se nachází vnitrostátní polovojenské letiště Maj-ťi-šan. Město je napojeno na národní dálnici G30 a na železnici do Pao-ťi.

## Administrativní členění
Městská prefektura Tchien-šuej se člení na sedm celků okresní úrovně, a sice dva městské obvody, čtyři okresy a jeden autonomní okres.
| městský obvod · Čchin-čou městský obvod · Maj-ťi okres · Čching-šuej okres · Čchin-an okres · Kan-ku okres · Wu-šan autonomní okres · Čang-ťia-čchuan |                  |                       |                    |                                  |
| Název | Název            | Počet obyvatel (2020) | Rozloha km² (2020) | Hustota zalidnění (obyv. na km²) |
| český přepis | znaky            | Počet obyvatel (2020) | Rozloha km² (2020) | Hustota zalidnění (obyv. na km²) |
| Městské obvody |                  |                       |                    |                                  |
| Čchin-čou | 秦州区           | 656,689               | 2 374              | 277                              |
| Maj-ťi | 麦积区           | 556 102               | 3 492              | 159                              |
| Okresy |                  |                       |                    |                                  |
| Čching-šuej | 清水县           | 240 597               | 1 976              | 122                              |
| Čchin-an | 秦安县           | 416 337               | 1 604              | 260                              |
| Kan-ku | 甘谷县           | 506 801               | 1 582              | 320                              |
| Wu-šan | 武山县           | 363 727               | 1 996              | 182                              |
| Autonomní okres |                  |                       |                    |                                  |
| Čang-ťia-čchuan (chuejský) | 张家川回族自治县 | 244 406               | 1 255              | 195                              |
| |                  |                       |                    |                                  |
| Celkem | Celkem           | 2 984 659             | 14 280             | 209                              |

### Rodáci
- Li Kuang (zemřel 119 př. n. l.) – vojevůdce dynastie Chan

## Partnerská města
- Bendigo, Austrálie